# Luis de Valdivia
Luis de Valdivia, né en 1561 à Grenade (Royaume d'Espagne) et décédé le 5 novembre 1642 à Valladolid (Royaume d'Espagne) est un prêtre jésuite espagnol missionnaire au Chili. Il fut un défenseur des populations indigènes. Il prit parti pour la guerre dite défensive au Chili.

## Biographie
Luis de Valdivia est reçu dans la Compagnie de Jésus en 1581. Sa théologie achevée il est envoyé au Pérou en 1589 où il commence par enseigner la philosophie au collège Saint-Paul avant de devenir en 1593 recteur du collège de Santiago du Chili récemment fondé et cela jusqu'à 1601. Désireux d'évangéliser les populations indigènes (Amérindiens) il apprend leur langue, publie une grammaire de leur langue (quelle langue?), traduit le catéchisme, rédige un manuel de confession et des outils d'évangélisation pour les missionnaires. Devenu très sensible au sort des Amérindiens il s'engage résolument de leur côté, reconnaissant leur droit à se défendre y compris par les armes et plaide pour l'établissement d'une frontière délimitant le territoire des Indigènes et ceux des colons espagnols, seuls les missionnaires ayant le droit d'accès aux territoires indigènes. 
Du fait de ses connaissances linguistiques il sert d'intermédiaire lors d'incidents entre colons et indigènes et se rend régulièrement dans les territoires amérindiens pour superviser les missions jésuites. En 1611 il est à Concepcion pour y fonder un nouveau collège. Il continue son action en faveur des Amérindiens mais le changement de politique du roi Philippe IV devenu plus favorable aux colons fait que désormais les indigènes ne sont plus protégés dans leurs frontières, leurs terres conquises, leur mise en esclavage reprenant. 
Désavoué et fortement éprouvé il rentre en Espagne en 1620 et ne repartira jamais pour le Chili. Il termine sa vie comme préfet d'études au collège jésuite de la ville de Valladolid.